# Каннонир, Джаред
Джа́ред Кри́стофер Каннони́р (англ. Jared Christopher Cannonier; род. 16 марта 1984, Даллас) — американский боец смешанного стиля, представитель тяжёлой, полутяжёлой и средней весовых категорий. Выступает на профессиональном уровне начиная с 2011 года, известен по участию в турнирах бойцовской организации UFC.
Занимает 11 строчку официального рейтинга  UFC в среднем весе.

## Биография
Джаред Каннонир родился 3 марта 1984 года в Далласе, Техас, США.

### Начало профессиональной карьеры
Дебютировал в смешанных единоборствах на профессиональном уровне в июне 2011 года, выиграв у своего соперника техническим нокаутом в первом же раунде. Проходил подготовку на Аляске в зале Gracie Barra Alaska и выступал на территории Аляски в местных промоушенах, таких как Alaska Fighting Championship, Alaska Cage Fighting, AK Entertainment и др. Владел титулом чемпиона Alaska Fighting Championship в тяжёлой весовой категории.

### Ultimate Fighting Championship
Имея в послужном списке семь побед без единого поражения, Каннонир привлёк к себе внимание крупнейшей бойцовской организации мира Ultimate Fighting Championship и в октябре 2014 года подписал с ней долгосрочный контракт. Дебютировал в октагоне UFC в январе 2015 года, проиграл нокаутом в первом раунде соотечественнику Шону Джордану, потерпев тем самым первое поражение в профессиональной карьере.
В 2016 году отправил в нокаут француза Сириля Аскера, заработав при этом бонус за лучшее выступление вечера, после чего спустился в полутяжёлый вес и встретился с представителем Молдавии Ионом Куцелабой, которого победил единогласным решением судей — оба бойца получили награду за лучший бой вечера.
В 2017 году по очкам уступил Гловеру Тейшейре и Яну Блаховичу, выиграл техническим нокаутом у новичка организации Ника Рорика.
В 2018 году техническим нокаутом в первом раунде проиграл Доминику Рейесу. Спустившись в среднюю весовую категорию, встретился с Дэвидом Бранчем и победил его досрочно во втором раунде, заработав бонус за лучшее выступление вечера.
Продолжив выступать в среднем весе, в мае 2019 года вышел в клетку против бывшего чемпиона UFC Андерсона Силвы. В концовке первого раунда нанёс сильный лоу-кик по правой ноге Силвы, в результате чего тот не мог продолжать поединок, и был зафиксирован технический нокаут. За счёт этой победы Каннонир вошёл в десятку рейтинга средневесов UFC.
29 сентября 2019 встретился с Джеком Херманссоном на UFC Fight Night: Hermansson vs. Cannonier. Каннонир победил в этому бою техническим нокаутом и заработал свою третью премию «Выступление вечера».
24 октября 2020 года на турнире UFC 254 Джаред встретился с бывшим чемпионом UFC в среднем весе Робертом Уиттакером. Уитакер одержал победу единогласном решением судей.
Каннонир вернулся в октагон только 21 августа 2021 года. В главном событии турнира UFC Fight Night: Cannonier vs. Gastelum Джаред единогласным решением судей одержал победу над экс-претендентом на титул Келвином Гастелумом.
12 февраля 2022 года Каннонир досрочно победил американца Дерека Брансона — угол Брансона выбросил полотенце. Этот бой принес Каннониру бонус за лучшее выступление вечера. В ходе интервью в октагоне Джаред обратился к президенту UFC Дэйне Уайту и потребовал титульный бой против победителя в паре Адесанья—Уиттакер.
2 июля того же года Каннонир получил свой шанс на титул. В главном событии турнира UFC 276 он встретился с чемпионом Исраэлем Адесаньей, но проиграл бой на карточках всех судей.
В своем третьем бою за год Джаред встретился с будущим чемпионом Шоном Стриклендом. На турнире UFC Fight Night 17 декабря 2022 года Джаред одержал победу над американским бойцом раздельным решением судей.
17 июля 2023 года на турнире UFC Fight Night Каннонир продлил свою серию побед до двух боев подряд, одержав победу над итальянцем Марвином Веттори. Этот поединок принес бойцам бонус за лучший бой вечера.
8 июня 2024 года на турнире UFC Fight Night Джаред встретился с Нассурдином Имавовым — французским бойцом дагестанского происхождения. В четвертом раунде Каннонир пропустил несколько сильных ударов и пытался убежать от соперника. После очередного попадания Имавова, судья остановил поединок, несмотря на то, что Каннонир оставался на ногах. Нассурдин одержал победу техническим нокаутом. Джаред сразу же начал оспаривать остановку, а в интервью журналисту Ариэлю Хельвани назвал ее «опустошающей». 

## Статистика в профессиональном ММА
| Боёв 27  | Побед 18 | Поражений 9 |
| -------- | -------- | ----------- |
| Нокаутом | 11       | 3           |
| Сдачей   | 2        | 0           |
| Решением | 5        | 6           |

| Результат | Рекорд | Соперник         | Способ                 | Турнир                                    | Дата             | Раунд | Время | Место                    | Примечание                                        |
| --------- | ------ | ---------------- | ---------------------- | ----------------------------------------- | ---------------- | ----- | ----- | ------------------------ | ------------------------------------------------- |
| Поражение | 18-9   | Майкл Пэйдж      | Единогласное решение   | UFC 319                                   | 16 августа 2025  | 3     | 5:00  | Чикаго, Иллинойс, США    |                                                   |
| Победа    | 18–8   | Грегори Родригес | TKO (удары)            | UFC Fight Night: Каннонир vs. Родригес    | 15 февраля 2025  | 4     | 0:21  | Лас-Вегас, Невада, США   | Лучший бой вечера (4)                             |
| Поражение | 17–8   | Кайо Борральо    | Единогласное решение   | UFC on ESPN: Каннонир vs. Борралью        | 24 августа 2024  | 5     | 5:00  | Лас-Вегас, Невада, США   | «Лучший бой вечера» (3)                           |
| Поражение | 17-7   | Нассурдин Имавов | TKO (удары руками)     | UFC Fight Night: Каннонир vs. Имавов      | 8 июня 2024      | 4     | 1:34  | Луисвилл, Кентукки, США  |                                                   |
| Победа    | 17-6   | Марвин Веттори   | Единогласное решение   | UFC on ESPN: Веттори vs. Каннонир         | 17 июня 2023     | 5     | 5:00  | Лас-Вегас, Невада, США   | «Лучший бой вечера» (2)                           |
| Победа    | 16-6   | Шон Стрикленд    | Раздельное решение     | UFC Fight Night: Каннонир vs. Стрикленд   | 17 декабря 2022  | 5     | 5:00  | Лас-Вегас, Невада, США   |                                                   |
| Поражение | 15-6   | Исраэль Адесанья | Единогласное решение   | UFC 276                                   | 2 июня 2022      | 5     | 5:00  | Лас-Вегас, Невада, США   | Бой за титул чемпиона UFC в среднем весе.         |
| Победа    | 15-5   | Дерек Брансон    | TKO (удары локтями)    | UFC 271                                   | 12 февраля 2022  | 2     | 4:29  | Хьюстон, Техас, США      | «Выступление вечера» (4)                          |
| Победа    | 14-5   | Келвин Гастелум  | Единогласное решение   | UFC on ESPN: Каннонир vs. Гастелум        | 22 августа 2021  | 5     | 5:00  | Лас-Вегас, Невада, США   |                                                   |
| Поражение | 13-5   | Роберт Уиттакер  | Единогласное решение   | UFC 254                                   | 24 октября 2020  | 3     | 5:00  | Абу-Даби, ОАЭ            |                                                   |
| Победа    | 13-4   | Джек Херманссон  | TKO (удары руками)     | UFC Fight Night: Херманссон vs. Каннонир  | 28 сентября 2019 | 2     | 0:27  | Копенгаген, Дания        | «Выступление вечера» (3)                          |
| Победа    | 12-4   | Андерсон Силва   | TKO (удар ногой)       | UFC 237                                   | 11 мая 2019      | 1     | 4:47  | Рио-де-Жанейро, Бразилия |                                                   |
| Победа    | 11-4   | Дэвид Бранч      | TKO (удары руками)     | UFC 230                                   | 3 ноября 2018    | 2     | 0:39  | Нью-Йорк, США            | Дебют в среднем весе; «Выступление вечера» (2)    |
| Поражение | 10-4   | Доминик Рейес    | TKO (удары руками)     | UFC Fight Night: Maia vs. Usman           | 19 мая 2018      | 1     | 2:55  | Сантьяго, Чили           |                                                   |
| Поражение | 10-3   | Ян Блахович      | Единогласное решение   | UFC on Fox: Lawler vs. dos Anjos          | 16 декабря 2017  | 3     | 5:00  | Виннипег, Канада         |                                                   |
| Победа    | 10-2   | Ник Рорик        | TKO (удары локтями)    | The Ultimate Fighter 25 Finale            | 7 июля 2017      | 3     | 2:08  | Лас-Вегас, США           |                                                   |
| Поражение | 9-2    | Гловер Тейшейра  | Единогласное решение   | UFC 208                                   | 11 февраля 2017  | 3     | 5:00  | Бруклин, США             |                                                   |
| Победа    | 9-1    | Ион Куцелаба     | Единогласное решение   | The Ultimate Fighter 24 Finale            | 3 декабря 2016   | 3     | 5:00  | Лас-Вегас, США           | Дебют в полутяжёлом весе; «Лучший бой вечера» (1) |
| Победа    | 8-1    | Сириль Аскер     | KO (удары)             | UFC Fight Night: Rothwell vs. dos Santos  | 10 апреля 2016   | 1     | 2:44  | Загреб, Хорватия         | «Выступление вечера» (1)                          |
| Поражение | 7-1    | Шон Джордан      | KO (удары руками)      | UFC 182                                   | 3 января 2015    | 1     | 2:57  | Лас-Вегас, США           |                                                   |
| Победа    | 7-0    | Тони Лопес       | Раздельное решение     | Alaska Fighting Championship 104          | 22 января 2014   | 5     | 5:00  | Анкоридж, США            |                                                   |
| Победа    | 6-0    | Джермейн Хотон   | TKO (удары руками)     | Alaska Fighting Championship 102          | 16 октября 2013  | 1     | 1:50  | Анкоридж, США            |                                                   |
| Победа    | 5-0    | Стивен Уолкис    | Сдача (удушение сзади) | AK Entertainment: Tuesday Night Fights    | 30 апреля 2013   | 2     | 2:02  | Уасилла, США             |                                                   |
| Победа    | 4-0    | Джошуа Офиу      | TKO (удары руками)     | Alaska Fighting Championship 97           | 13 февраля 2013  | 1     | 2:56  | Анкоридж, США            |                                                   |
| Победа    | 3-0    | Мэтт Херрингшоу  | Сдача (удары руками)   | Alaska Cage Fighting: Tribute to Veterans | 28 октября 2011  | 1     | 0:29  | Фэрбанкс, США            |                                                   |
| Победа    | 2-0    | Джейсон Кумс     | Сдача (рычаг локтя)    | Alaska Fighting Championship 97           | 12 октября 2011  | 1     | 0:46  | Анкоридж, США            |                                                   |
| Победа    | 1-0    | Элтон Принс      | TKO (удары руками)     | Midnight Sun Mayhem 1                     | 19 июня 2011     | 1     | N/A   | Фэрбанкс, США            |                                                   |